# Řecké pašije
Řecké pašije, H. 372, jsou vrcholné operní dílo skladatele Bohuslava Martinů na vlastní libreto podle románu Kristus znovu ukřižovaný (Ο Χριστός Ξανασταυρώνεται) řeckého spisovatele Nikose Kazantzakise. Opera existuje a provozuje se ve dvou různých verzích, jejichž premiéry byly v roce 1961 v Curychu a v roce 1999 v Bregenzu.

## Vznik díla
Bohuslav Martinů dlouhou dobu uvažoval o napsání operního dramatu, už před druhou světovou válkou např. žádal Karla Čapka o zaslání libreta, později uvažoval o hře Anského Dybuk. Vhodnou látku ale nalezl až na sklonku svého života.
V roce 1954 přečetl Martinů Kazantzakisův román Řek Zorba a byl jím nadšen. Kazantzakis shodou okolností v té době také pobýval ve francouzském Antibes, a tak se oba umělci v říjnu 1954 osobně seznámili. Martinů původně plánoval zhudebnit Zorbu, ale nakonec si to rozmyslel, protože by bylo obtížné vybudovat tak rozsáhlé operní dílo jen pro dvě jednající osoby. Poslechl tedy doporučení Kazantzakise a začal pracovat na zhudebnění jiného jeho románu Kristus znovu ukřižovaný (vyšel anglicky jako The Greek Passion, tj. Řecké pašije). Už na podzim roku 1954 začal Martinů s prací na opeře, ale nejprve začal sám psát libreto, což mu zabralo nejvíce času.
Kazantzakis podporoval Martinů při jeho zásazích do děje, aby byl zajištěn dramatický spád vzniklé opery. Zásahů ale bylo potřeba mnoho a práce se protahovaly. Navzdory zestručnění vznikalo obří dílo o čtyřech jednáních a šestnácti scénách. Ke komponování se nedostal dřív než za rok a až v roce 1956 pracoval na opeře soustavněji. 15. června 1957 je ale první verze hotova a Rafael Kubelík se přimlouval v Londýně, ve slavné opeře Covent Garden o její uvedení. Tamní vedení divadla se rozhodlo předložit operu komisi odborníků a na základě jejího verdiktu ji odmítlo.

## Druhá verze
O Řecké pašije ale projevil zájem operní dům v Curychu, který však přiměl Martinů k zásadním škrtům. Martinů ale místo zkracování zcela překomponoval podstatné části opery. Ve skutečnosti je možné právem hovořit o dvou verzích Řeckých pašijí jako o dvou různých operách. Celá partitura druhé verze opery byla dokončena až 15. ledna 1959, kdy již byl Kazantzakis po smrti (zemřel 26. října 1957). Curych skutečně operu přijal, světová premiéra se tam však konala až 9. června 1961. Již v tomtéž roce byla partitura opery vydána tiskem ve vídeňském nakladatelství Universal Edition.

## Osoby
| Patriarcheas, statkář       | baryton      |
| Michelis, syn Patriarchův   | tenor        |
| Manolios, pastýř            | tenor        |
| vdova Kateřina              | soprán       |
| Ladas, starý lakomec        | mluvená role |
| Kněz Grigoris               | basbaryton   |
| Kněz Fotis                  | basbaryton   |
| Janakos, obchodník          | tenor        |
| Kostandis, majitel kavárny  | baryton      |
| Lenio, Manoliova snoubenka  | soprán       |
| Panait, koželuh             | tenor        |
| Nikolio, pasáček            | tenor        |
| Andonis, holič              | tenor        |
| Despinio, uprchlík          | soprán       |
| stará žena                  | alt          |
| starý muž, uprchlík         | bas          |
| sbory vesničanů a uprchlíků |              |

Osoby uvedeny podle druhé verze.

## Děj
I. jednání: V řecké vesnici Lykovrissi se chystají velikonoční pašijové hry. Kněz Grigoris rozděluje role – pastýř Manolios bude představovat Krista, vdova Katerina Marii Magdalenu a Panait, její nápadník, bude Jidáš. Jednotliví vesničané uvažují nad významem sobě přidělených rolí a nad tím, jak se jejich chování s nimi shoduje. Nastává soumrak a do vesnice přichází pod vedením kněze Fotise skupina uprchlíků z jiné vesnice, která byla zničena nájezdem Turků. Grigoris se ale obává o blahobyt svých spoluobčanů, a když jedna z uprchlic umírá hladem, označí ji za nositelku cholery a uprchlíky vyhání. Katerina ale nabízí skupině pomoc a Manolios jim ukazuje blízkou horu, kde se mohou usadit.
II. jednání: Katerina je zamilovaná do Manolia. Lakomec Ladas chce získat bohatství od uprchlíků za peníze, které dává kramáři Jannakosovi. Ten ale vidí bídu uprchlíků, zželí se mu jich a místo podvodu na nich jim odevzdá přinesené peníze.
III. jednání: Manolios se chová stále více jako Ježíš. Katerinu přesvědčuje, že jejich láska může být jen duchovní, jako byla láska Krista k Marii Magdaleně. Vyzývá také vesničany, aby pomohli uprchlíkům, ale starší obyvatelé vesnice jsou proti a rozmýšlejí plán, jak tomu a rostoucímu vlivu Manolia ve vesnici zabránit.
IV. jednání: Na vesnické svatbě Grigoris Manolia vylučuje z církve a odsuzuje ho. Manolios vysvětluje své jednání jako vedené Ježíšovými myšlenkami. Z hory sestupují zbídačelí uprchlíci, v nastalé rozepři Panait Manolia zabije. Lid na obou stranách želí Manoliovy smrti, uprchlíci opouštějí vesnici, aby našli jiné místo k životu.

## Uvedení
Dílo bylo v ČSSR poprvé uvedeno dne 3. března 1962 v Janáčkově divadle v Brně. Dirigentem byl František Jílek. Přeložila Eva Bezděková (viz kniha Opera, autorka Anna Hostomská, Státní hudební vydavatelství 1965).
V pražském Národním divadle nastudoval Řecké pašije jako první režisér Václav Kašlík s dirigentem Josefem Kuchinkou v roce 1967. Hlavní role ztvárnili Ivo Žídek (Manolios), Eduard Haken (Grigoris) a Naděžda Kniplová (Kateřina). Znovu se na českou první scénu dílo vrátilo až v roce 1984 (režie opět Kašlík, dirigent Zdeněk Košler) a bylo hráno 64krát.
Ve Velké Británii uvedla operu nejprve Velšská národní opera v dubnu 1981 za řízení Charlese Mackerrase, později zaznamenaná na komerční audio nahrávku. Ve Spojených státech byla hrána poprvé v nastudování studentů hudební školy Indiana University v Metropolitní opeře v New Yorku také v roce 1981.
První verze byla zrekonstruována muzikologem Alešem Březinou až v roce 1999 pro operní festival v Bregenzu, kde byla uvedena ve světové premiéře 20. června 1999. Režíroval ji David Pountney a dirigoval Ulf Schirmer. Londýnská Covent Garden, která operu odmítla v roce 1957, ji uvedla záhy po Bregenzu 25. dubna 2000.
V lednu 2005 proběhla česká premiéra první verze opery v Národním divadle v Brně v Pountneyho režii a za řízení dirigenta Christiana von Gehrena. 13. dubna 2006 byly Řecké pašije v první verzi poprvé uvedeny i v Národním divadle, původní inscenaci vytvořil režisér Jiří Nekvasil, kritika ji označila za provinční.
V Řecku byly pašije poprvé uvedeny v roce 2005 pod taktovkou Christiana von Gehrena, který byl Schirmerovým asistentem při světové premiéře v Bregenzu.

## Nahrávky
- Supraphon, 1981: John Mitchinson (Manolios), Helen Field (Kateřina),  Arthur Davies (Janakos), John Tomlinson (Grigoris), Český filharmonický sbor; Státní filharmonie Brno, Charles Mackerras (dirigent), LP SU 1116 3611/2, druhá verze
- Supraphon, 1983: Vilém Přibyl (Manolios),  Eva Děpoltová (Kateřina), Jaroslav Horáček (Grigoris), Zdeněk Jankovský (Janakos), Richard Novák (Fotis), René Tuček (Kostandis),  Martin Růžek (Ladas), Božena Effenberková (Despinio); Dětský pěvecký sbor československého rozhlasu, Pěvecký sbor Čs. rozhlasu, Symfonický orchestr československého rozhlasu; Libor Pešek (dirigent), CD SU 3984-2 druhá verze (česky)
- Koch Classics, 1999: Christopher Ventris (Manolios), Nina Stemme (Kateřina), Esa Ruuttunen (Grigoris), John Daszak (Janakos), Vídeňští symfonikové, Moskevský komorní sbor, UIf Schirmer (dirigent); Koch 3-6590-2  první verze (live nahrávka)